# András Bodnár
András Bodnár (ur. 9 kwietnia 1942 w Użhorodzie) – węgierski piłkarz wodny i pływak. Czterokrotny medalista olimpijski.
Urodził się na terenie dzisiejszej Ukrainy. Na igrzyskach startował cztery razy i za każdym razem z drużyną waterpolistów sięgał po medale, największy sukces odnosząc w Tokio (złoto). W Rzymie i Tokio startował także w konkurencjach pływackich (w stylu dowolnym), jednak odpadał we wczesnej fazie rywalizacji.